# Renfe série S-432
Les automotrices de la série 432 sont une série d'automotrices électriques de la Renfe.
La mise sous tension de toute la ligne de la Meseta castillane, dans la seconde moitié des années 1960, permet théoriquement d'assurer la totalité des services entre Madrid, Gijón, et Santander en traction électrique. Seulement la Renfe ne dispose pas du matériel adéquat, et le service reste confié aux autorails TER. C'est ce qui va conduire à la mise au point de l'Electrotren, qui n'est rien d'autre qu'une rame automotrice pour voyageurs à grand parcours. La série 432 est la première à répondre à ce concept.

## Conception
La Renfe exploitant encore des lignes électrifiées en 1 500 volts, les 432 sont étudiés dès l'origine comme des engins bi-courant, afin de pouvoir circuler sur l'ensemble du réseau. Leur puissance est doublée par rapport aux autorails TER. La construction est assurée par la CAF de Beasain, en collaboration avec CENEMESA, MACOSA, et MMC. Les parties électriques sont fabriquées sous licences Mitsubishi et Westinghouse. Ces automotrices disposent du frein rhéostatique et du frein électro-pneumatique Knorr.
À l'origine, les electrotrenes ne sont composés que de deux éléments, une motrice avec fourgon et une remorque. La Renfe n'ayant pas encore adopté la numérotation UIC, les motrices forment la série WMD 511 à 530, les remorques la série WRc 511 à 530. Ces automotrices sortent d'usine avec une magnifique livrée rouge et argent qui tranche avec tout ce qui existe jusqu'alors.

## Service

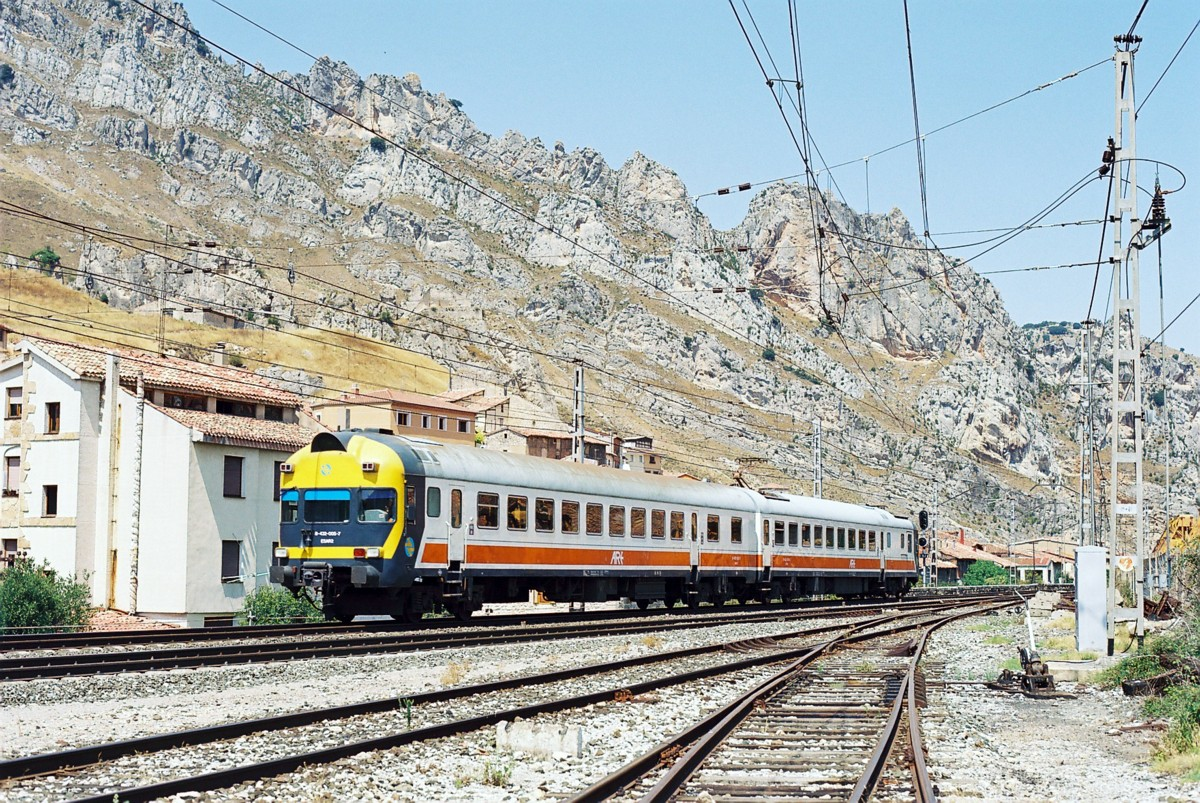
La 432-006 à Pancorbo le 9 aout 2003

La mise en service des nouveaux electrotrenes ne passe pas inaperçue, car elle coïncide avec le trentième anniversaire de la création de la Renfe. Toute la série est affectée au dépôt de Madrid-Fuencarral.
Rapidement, leur capacité se révèle insuffisante. En 1975, la CAF construit 14 remorques intermédiaires (n° 7-432-001-6 à 014-9), complétées par 6 remorques supplémentaires en 1978 (7-432-015-6 à 020-6), ce qui permet de former des rames à trois éléments.
L'une des unités de la série connait un destin particulier : à la suite d'un accord conclu entre la Renfe et Fiat Ferroviaria le 28 septembre 1972, elle est expédiée à Beasain pour servir de banc d'essai à un système de pendulation, qui donnera par la suite naissance au prototype Renfe série 443.
Deux unités sont rapidement réformées : les 432-005 et 007, détruites dans un accident en avril 1977.
Les 18 unités restantes montrent vite un défaut important : lorsque la vitesse dépasse les 90 km/h, la motrice de tête est affectée par de violents mouvements de roulis et de tangage dus à la mauvaise stabilité des bogies. Le problème est en partie résolu à partir de 1984, avec l'adoption de nouveaux bogies à suspension pneumatique dérivés de ceux de la série 440. Les remorques seront elles aussi équipées de ces bogies à partir de 1989.
Toute la série est modernisée par les ateliers centraux de Valladolid à l'occasion des grandes révisions générales de 1989/90. Extérieurement, les 432 reçoivent de nouveaux feux de signalisation et une nouvelle décoration à base de jaune, de blanc, de bleu et de gris. Les portes d'intercommunication situées sur les remorques pilotes sont supprimées et remplacées par des vitres blindées, tandis que l'étanchéité des coffres sous châssis est renforcée et que les portes de la partie fourgon sont replacées par des portes coulissantes. Intérieurement, seules les six premières unités conservent la caféteria. Cet équipement est supprimé sur les autres, mutées aux services Regional expres à compter du 28 mai 1989. Les aménagements intérieurs reçoivent de nouvelles couleurs, à base de vert en première classe, bleu en seconde.

## Fin de carrière et préservation
À partir de décembre 1991, des bandes orange ou bleues font leur apparition, suivant que les engins sont affectés aux grandes lignes ou aux services régionaux.
En 2001, l'UN régionales, qui souhaite diminuer les coûts de maintenance tout en affinant son offre, commence à retirer les remorques intermédiaires sur les unités qu'elle possède. L'une des premières concernées est la 432-009. La série retrouve ainsi sa configuration d'origine, trente ans après sa mise en service.
Les dernières automotrices série 432 furent retirées du service le 27 mai 2010.
- La 432.012 (rame triple) est préservée  en livrée d'origine au musée des chemins de fer de León[1],[2]
- La 432.018 serait également préservée[2]